# El combat dels caps
El combat dels caps (francès: Le Combat des chefs) és el setè àlbum de la sèrie Astèrix el gal, amb guió de René Goscinny i dibuix d'Albert Uderzo. Va ser publicat en francès el 1966. La tirada original va ser de 600.000 exemplars.
El 1989 va ser adaptada en dibuixos animats, sota el títol "El cop de menhir", on es combinava amb aspectes de l'àlbum L'endeví. El 2023 va ser adatpada en una sèrie animada en 3D per Alain Chabat a Netflix.

## Sinopsi
Els romans tenen un pla: demanar a un cap galo-romà que desafií a Copdegarròtix a un combat de caps. Abans, ells capturaran a Panoràmix per privar als gals de la seva poció màgica.
Els romans estan a punt d'aconseguir-ho; però Astèrix i Obèlix intervenen, amb el darrer llançant un menhir per dispersar als romans, però que encerta de ple sobre el druida i li fa perdre la memòria i la raó. A partir d'aquest moment, el cap galo-romà pot desafiar a Copdegarròtix. La perspectiva d'apropar-se a la lluita dels caps sense una poció màgica preocupa molt els vilatans galls.
Per curar Panoràmix, Astèrix i Obèlix demanen ajuda a un altre druida, Amnesix. Però, a causa d'un altre cop de menhir d'Obélix al cap, Amnesix també perd la raó: llavors es llança amb Panoramix en un concurs delirant de pocions explosives o colorants. I aleshores, una d'aquestes pocions acaba restaurant la memòria de Panoràmix. Aquest últim, assabentat de la situació per Astèrix, prepara urgentment una gran quantitat de poció màgica i tots marxen per unir-se als altres vilatans que assisteixen al combat dels caps. Quan Astèrix anuncia a Copdegarròtix que el druida està curat, aquest, animat, envia el seu oponent a l'estora i guanya el combat.

## Comentaris
- El rerefons de la història toca un tema espinós pels francesos: el col·laboracionisme. De fet, el cap del poble rival es diu «Proromanix».
- Apareix Karabella, la dona de Copdegarròtix, per primer cop, encara lluny de les seves formes definitives.
- Quan busquen com curar a Panoràmix, Astèrix i Obèlix visiten al druida Amnesix, una mena de psiquiatre gal. Entre els seus pacients hi ha un amb el posat napoleònic, però que ningú no sap qui es creu que és. A la consulta, fa estirar a Obèlix a un divà.
- L'estil de lluitar de Copdegarròtix, cansant al rival, i el seu ball de victòria posterior, és una paròdia de l'estil de Muhammad Ali, el boxejador més famós dels anys 60.
- Després de descobrir que Panoràmix ha perdut el seny, un missatger va al poble per informar a Proromanix. Quan arriba, li diuen que el cap està inspeccionant l'escola de llengües del Professor Berlix, en referència a Maximilian Berlitz i la seva Escola Internacional d'Idiomes.
- Al voltant d'on se celebrarà el combat, s'instal·la una fira amb «carros de xoc» o unes «muntanyes eslaves». També, a una altra caseta, anuncien animals fabulosos, amb un cartell on apareix el Marsupilami, un altre personatge popular de còmic francès.[5]
- El bard Assegurançatòrix està lligat penjant a una branca de l'arbre.